# Hawker Siddeley
«Хо́кер Си́дли» (англ. Hawker Siddeley), полное название — Хо́кер Си́дли Гру́п Ли́митед (англ. Hawker Siddeley Group Limited) — британская компания, преимущественно занимавшаяся производством авиационной техники, локомотивов и дизельных двигателей. Образована в 1935 году в результате слияния компанией Hawker Aircraft и Armstrong Siddeley.
В 1977 году, по решению британского парламента, авиастроительные предприятия компании Hawker Siddeley Aviation и Hawker Siddeley Dynamics были национализированы и составили образующий компонент национального предприятия авиакосмической промышленности British Aerospace.
В 1992 году оставшиеся части Hawker Siddeley Group Ltd. были приобретены конгломератом BTR за £1,5 млрд.

## Продукция
Продукция компании включала в себя самолёты гражданской и военной авиации, представленные грузовыми, пассажирскими и административными самолётами в сегменте гражданской авиации, военно-транспортными, ударными и учебно-тренировочными самолётами в сегменте военной авиации. Кроме того, на заводах компании производились управляемые ракеты воздушного и палубного базирования, ступени ракет-носителей для космических аппаратов.

### Самолёты
- Hawker Siddeley Harrier
- Hawker Siddeley Hawk

### Ракеты
- Blue Steel — разработка Avro
- Blue Streak[англ.] — разработка De Havilland
- Firestreak — разработка De Havilland
- Europa — ракета-носитель, Hawker Siddeley изготавливала вторую ступень носителя
- Martel — в кооперации с Matra
- Red Top
- Sea Dart
- Sea Slug — разработка Armstrong Whitworth

### Комплектующие
Помимо готовых изделий (самолётов и ракет), компания занималась поставкой комплектующих, запчастей, агрегатов и сборочных узлов летательных аппаратов по договорам субподряда для других самолётостроительных и ракетостроительных компаний, среди прочего поставлялось: электронное оборудование, электромеханические системы контроля подачи топлива, системы кондиционирования воздуха, воздушные винты для турбовинтовых двигателей, системы отбора воздуха для самолётов и воздухозаборники для управляемых ракет, автоматическая контрольно-проверочная аппаратура для наземного предполётного обслуживания самолётов, бортовые системы энергоснабжения, наземное погрузочно-разгрузочное оборудование, дизель-генераторы и широкий спектр механических и электрических приборов.

## Филиалы и подразделения

### Канада
Hawker Siddeley Canada, Ltd. (до мая 1962 года носила название A. V. Roe Canada, Ltd.).